# آلمان در ۱۹۷۳
رویدادهای سال ۱۹۷۳ در آلمان.

## متصدیان
- رئیس‌جمهور آلمان – گوستاو هاینمان
- صدراعظم آلمان – ویلی برانت

## تولدها
- ۲۴ فوریه - فیلیپ رسلر، سیاستمدار و پزشک
- ۲ مه - فلوریان هنکل فون دونرسمارک، کارگردان فیلم
- ۲۴ ژوئن - الکساندر بیر، بازیگر
- ۲۵ اوت - هایدی کلوم، بازیگر، طراح مد مجری و تهیه‌کنندهٔ تلویزیونی
- ۲۵ اوت - فاتح آکین، کارگردان، فیلمنامه‌نویس و تهیه‌کننده ترک‌تبار اهل آلمان
- ۱۰ سپتامبر - دنیز یوجل، روزنامه‌نگار آلمانی
- ۲ دسامبر - یان اولریش، رکاب‌زن حرفه‌ای دوچرخه‌سواری جاده

## مرگ‌ها
- ۱۱ فوریه - جی. هانس دی. جنسن، فیزیکدان هسته‌ای آلمانی (زادهٔ ۱۹۰۷)
- ۱۰ مارس — رابرت سیودماک، کارگردان فیلم آلمانی (زادهٔ ۱۹۰۰)
- ۸ ژوئن — امی گورینگ، بازیگر آلمانی (زادهٔ ۱۸۹۳)
- ۹ ژوئن - اریش فن مانشتاین، فیلد مارشال آلمانی (زادهٔ ۱۸۸۷)
- ۲ ژوئیه - فردیناند شورنر، فیلد مارشال آلمانی (زادهٔ ۱۸۹۲)
- ۷ ژوئیه - ماکس هورکهایمر، فیلسوف و جامعه‌شناس آلمانی (زادهٔ ۱۸۹۵)
- ۱۳ ژوئیه - ویلی فریچ، بازیگر آلمانی (زادهٔ ۱۹۰۱)
- ۶ ژوئیه - اتو کلمپرر، رهبر موسیقی آلمانی (زادهٔ ۱۸۸۵)
- ۱ اوت - والتر اولبریخت، سیاستمدار جمهوری دمکراتیک آلمان (زادهٔ ۱۸۹۳)
- ۱۲ اوت - کارل زیگلر (۱۸۹۸–۱۹۷۳)، شیمی‌دان، برندهٔ جایزه نوبل شیمی (زادهٔ ۱۸۹۸)